# Town Center at Aurora
Le Town Center at Aurora est un centre commercial américain situé à Aurora, dans le Colorado. Ouvert en 1975, il est la propriété du Washington Prime Group. C'est dans le cinéma immédiatement au sud-ouest du centre qu'a lieu en juillet 2012 la fusillade d'Aurora.